# Mount Luigi di Savoia
Mount Luigi di Savoia – góra w masywie górskim Ruwenzori w Ugandzie. Jej najwyższy wierzchołek, Mount Sella o wysokości 4627 m n.p.m. jest czwartym pod względem wysokości wzniesieniem Ruwenzori. Góra jest częścią Parku Narodowego Rwenzori Mountains.

## Historia
Pierwszego wejścia dokonali w 1906 r. uczestnicy wyprawy dowodzonej przez włoskiego oficera marynarki i księcia Ludwika Amadeusza Sabaudzkiego: Vittorio Sella, J. Brocherel, E. Botta. Góra otrzymała nazwę na cześć księcia.

## Szczyty
Poszczególne szczyty Mount Luigi di Savoia:
| Szczyt        | Wysokość w m n.p.m. | Osoby, od których pochodzi nazwa |
| ------------- | ------------------- | --- |
| Sella Peak    | 4627                | Vittorio Sella, włoski alpinista i fotografik górski. Uczestnik ekspedycji w Ruwenzoru w 1906 r.                                                  |
| Weismann Peak | 4620                | August Weismann, niemiecki biolog i teoretyk ewolucji.                                                                                            |
| Stairs Peak   | 4545                | William Grant Stairs, kanadyjsko–brytyjski odkrywca i przedstawiciel Henryego Mortona Stanleya podczas ekspedycji wysłanej na ratunek Emina Paszy |